# 錢小蕙
錢小蕙 （英語：Amy Chin），香港資深電影監製及編劇。畢業於香港浸會大學傳理系電影學院，之後加入香港電影圈工作，至今製作過四十余部電影作品。

## 電影幕後工作

### 早期經歷
在80年代曾任職新藝城影業公司、嘉禾電影公司，參與電影《五福星系列》、《最佳拍擋系列》、《東方禿鷹》等製作。90年代初，與吳宇森導演、張家振及谷薇麗成立「新里程電影公司」並策劃、監製了《縱橫四海》、《辣手神探》、《浪漫風暴》。
其後2000年初，與陳慶嘉導演成立尚品電影公司，出品、監製及編寫《江湖告急》、《野獸之曈》、《絕世好Bra》、《豪情》、《戲王之王》、《人間喜劇》等多部都市愛情喜劇，《江湖告急》曾獲多個電影獎項。

### 近年經歷
2012年，成立工作室Icon Group Limited，監製由陳果執導的《那夜凌晨，我坐上了旺角開往大埔的紅van》，是德國柏林國際電影節及烏甸尼遠東電影節的參展電影
，並獲得第34屆香港電影金像獎共8項提名。
2015年與中國女演員周迅共同監製電影《陪安東尼度過漫長歲月》，同時負責劇本改編工作。
2016-2017年先後監製電影《九龍不敗》及《再見UFO》。《再見UFO》由梁栢堅執導，並由蔡卓妍、黃又南及徐天佑主演，電影是2019年香港亞洲電影節的開幕電影。
2022-2023年監製電影《死屍死時四十四》及《爸爸》。《死屍死時四十四》由何爵天執導，並由毛舜筠、鄭中基、黃又南、余香凝、楊偉倫、呂爵安主演，電影在2023年4月上映。《爸爸》由翁子光執導，由劉青雲主演。電影是2024年香港亞洲電影節的閉幕電影。

## 經理人工作
除電影工作外，錢亦是香港男子組合Shine的經理人，成員黃又南及徐天佑亦是香港演員，錢先後於2012年及2018年為Shine在香港紅磡體育館舉辦了Shine Passion Live、Shine・Moments Live 2018演唱會。現為黃又南、楊偉倫、麥沛東及胡麗英經理人。

## 電影作品
| 年份    | 中文片名                                  | 職銜               | 主演                                                         |
| 1984    | 《大小不良》                              | 製片               | 張艾嘉、岑建勳、曾志偉                                       |
| 1985    | 《福星高照》                              | 製片               | 洪金寶、成龍、元彪、秦祥林、曾志偉、馮淬帆、吳耀漢           |
| 1985    | 《皇家師姐》                              | 製片               | 楊紫瓊、楊麗菁                                               |
| 1986    | 《最佳福星》                              | 製片               | 洪金寶、譚詠麟、劉德華、麥嘉、鄭則士、陳友、張艾嘉           |
| 1986    | 《執法先鋒》                              | 製片               | 元彪、羅芙洛、黃錦燊、元奎                                   |
| 1986    | 《東方禿鷹》                              | 製片               | 洪金寶、元彪、高麗虹、午馬、秦祥林、林正英                   |
| 1987    | 《金裝大酒店》                            | 策劃               | 王祖賢、張學友、葉童、鍾楚紅                                 |
| 1987    | 《開心勿語》                              | 製片               | 曾志偉、梅艷芳、吳君如、袁潔瑩、柏安妮                       |
| 1987    | 《用愛捉伊人》                            | 製片               | 譚詠麟、早見優                                               |
| 1988    | 《說謊的女人》                            | 製片               | 劉嘉玲、夏文汐、周美鳳、羅美薇、金燕玲                       |
| 1990    | 《鬼咬鬼》                                | 策劃               | 洪金寶、林正英、龔慈恩、林敏驄                               |
| 1990    | 《何日君再來》                            | 策劃               | 梅艷芳、梁家輝                                               |
| 1993    | 《縱橫四海》                              | 策劃               | 周潤發、張國榮、鍾楚紅                                       |
| 1993    | 《我愛扭紋柴》                            | 監製               | 周潤發、鄭裕玲、毛舜筠、黃秋生                               |
| 1993    | 《辣手神探》                              | 策劃               | 周潤發、梁朝偉、毛舜筠、黃秋生                               |
| 1993-94 | 《天臺的月光》                            | 策劃               | 梁家輝、葉玉卿、呂良偉、鄭則仕                               |
| 1993-94 | 《花旗少林》                              | 策劃               | 周潤發、吳倩蓮、秦漢                                         |
| 1995    | 《浪漫風暴》                              | 監製               | 郭富城、李若彤                                               |
| 1997    | 《熱血最強》                              | 監製               | 古巨基、莫文蔚、楊采妮、曾志偉                               |
| 1997    | 《廢話小說》                              | 策劃               | 黎明、張學友、林海峰、周慧敏、黃秋生                         |
| 2000    | 《江湖告急》                              | 監製、編劇         | 梁家輝、吳君如、張耀揚、黃秋生、陳奕迅                       |
| 2001    | 《野獸之瞳》                              | 監製、編劇         | 古天樂、吳彥祖、譚耀文、谷祖琳                               |
| 2001    | 《絕世好Bra》                             | 監製、編劇         | 劉青雲、古天樂、劉嘉玲、梁詠琪                               |
| 2002    | 《絕世好B》                               | 監製               | 劉青雲、古天樂、梁詠琪、張栢芝、劉嘉玲                       |
| 2003    | 《豪情》                                  | 監製               | 古天樂、陳奕迅                                               |
| 2003    | 《戀上你的床》                            | 監製               | 鄭秀文、古天樂、劉青雲、蔡卓妍、梁家輝、吳君如               |
| 2004    | 《戀情告急》                              | 監製               | 古天樂、梁詠琪                                               |
| 2007    | 《戲王之王》                              | 出品人、監製       | 蔡卓妍、詹瑞文                                               |
| 2008    | 《內衣少女》                              | 出品人、監製、故事 | 鄧麗欣、文詠珊、湯怡、賈曉晨、李曼筠                         |
| 2009    | 《撲克王》                                | 監製               | 古天樂、劉青雲、鄧麗欣、應采兒                               |
| 2009    | 《人間喜劇》                              | 監製               | 杜汶澤、王祖藍、薛凱琪、許紹雄                               |
| 2010    | 《翡翠明珠》                              | 監製               | 蔡卓妍、林峯、王祖藍、容祖兒                                 |
| 2011    | 《最強囍事》                              | 執行監製           | 甄子丹、古天樂、劉嘉玲、張栢芝、黃百鳴、閻妮、杜汶澤         |
| 2012    | 《八星抱喜》                              | 執行監製           | 甄子丹、吳君如，古天樂、陳慧琳、黃百鳴、楊冪、杜汶澤、熊黛林 |
| 2014    | 《那夜凌晨，我坐上了旺角開往大埔的紅van》 | 監製               | 黃又南、文詠珊、任達華、徐天佑、惠英紅、林雪                 |
| 2015    | 《陪安東尼度過漫長歲月》                  | 監製、編劇         | 劉暢、白百何、唐藝昕、白舉綱、宋芸樺                         |
| 2017    | 《九龍不敗》                              | 監製               | 張晉、安達臣·施華、鄭嘉穎、劉心悠、鄧麗欣                    |
| 2019    | 《再見UFO》                               | 出品人、監製、編劇 | 徐天佑、黃又南、蔡卓妍、衛詩雅                               |
| 2023    | 《死屍死時四十四》                        | 出品人、監製、編劇 | 毛舜筠、鄭中基、黃又南、余香凝、楊偉倫、呂爵安               |
| 2024    | 《爸爸》                                  | 監製               | 劉青雲                                                       |

## 電影獎項、提名
- 《熱血最強》（1997）
  - 第4屆香港電影評論學會大獎最佳編劇[10]

- 《江湖告急》（2000）
  - 第20屆香港電影金像獎最佳電影(提名)、最佳編劇 (提名)
  - 第7屆香港電影評論學會大獎推薦電影、最佳編劇
  - 第6屆金紫荊獎十大華語電影、最佳編劇 (提名)
  - 第51屆柏林國際電影節 - 第31屆「國際論壇」[11]
  - 第3屆烏甸尼電影節 - 第15屆 Unineincontricinema[12]

- 《人間喜劇》（2009）
  - 第17屆香港電影評論學會推薦電影

- 《那夜凌晨，我坐上了旺角開往大埔的紅Van(電影)|那夜凌晨，我坐上了旺角開往大埔的紅van》（2014）
  - 第64屆德國柏林國際電影節“電影大觀”(Panorama)單元
  - 第16屆烏甸尼遠東電影節—參展作品
  - 第38屆香港國際電影節—開幕電影[13]
  - 第18屆富川國際奇幻電影節－評審團大獎[14]
  - 第16屆台北電影節—閉幕電影[15]
  - 第21屆香港電影評論學會推薦電影、最佳電影、最佳導演[16]
  - 第34屆香港電影金像獎8項提名—最佳電影、最佳導演、最佳編劇[5]

- 《再見UFO》（2019）
  - 第16屆香港亞洲電影節 — 開幕電影

- 《爸爸》（2024）
  - 第43屆香港電影金像獎最佳電影(提名)

## 外部連結
- 錢小蕙的新浪微博
- 錢小蕙在香港影庫上的簡介
- 錢小蕙在豆瓣上的资料（简体中文）
- 錢小蕙在互联网电影资料库（IMDb）上的資料（英文）